# Josué Vergara Blanco
Josué Vergara Blanco (Pinedo, Valencia, 15 de diciembre de 1977) es un compositor valenciano.

## Biografía
Nacido en la pedanía de Pinedo (Valencia), se traslada con su familia a Suiza, donde a la edad de diez años comienza a estudiar en el conservatorio de Ginebra. En septiembre de 1993 entra en el Collège de Saussure, donde se especializa en música. En 1997, regresó a Valencia.
Sus inicios fueron en el jazz, pop o funk, pero más tarde se especializó en bandas sonoras.
Su primer trabajo fue en la película Superhéroes, de Abdelatif Hwidar, por el que recibió el Hollywood Music in Media Award en 2014.
En 2015 participa en la competición internacional de música de películas, Oticons Faculty, quedando finalista y entra en contacto con el CEO de la compañía musical de Los Ángeles Inmediate Music donde continúa su trabajo como compositor de música para tráileres.
En 2017 recibe el encargo del Ejército del Aire para componer un nuevo himno y en 2018 se estrena la composición Aer (aire en latín), pieza para piano y voz, en el Patio de Honor del Cuartel General del Ejército del Aire.
Durante el confinamiento, a raíz de la pandemia por Covid de 2020, sacó el disco Naked.

## Discos
2021 Segrelles. Ilustrador Universal (Saimel Ediciones)
2020 Naked (Saimel Ediciones)
2020 Non-Living” (Saimel Ediciones)
2020 Out of the blue  (Saimel Ediciones)
2019 On the burden of being  (Immediate Music/BMG)
2003 Lo que sea sonará (España)
1997  Dragonethno (Suiza)
1992 Spaghetti Hits Alemania-Italia

## Bandas sonoras
2020 Montesinos (Dir. Ignacio Estrela) Documental
2020 Out of the blue (Dir. Sebastien Montaz-Rosset) Documental
2020 Non living (Dir. Agustín Rubio) Largometraje
2019 Parany (Dir. Juan Luis Iborra) Serie TV
2019 Tiempo de Blues (Dir. Miguel Ángel Font Bisier) Cortometraje
2019 Pinazo. Notas y Pensamientos (Dir. Ignacio Estrela) Largo Docu.
2019 Segrelles (Dir. Ignacio Estrela) Largo Docu. (Posproducción)
2019 The Bait (Dir. Javier Casas) Cortometraje (Posproducción)
2018 El mar en libertad (Dir. Miguel Ángel Font Bisier) Cortometraje
2018 Embolcall (Dir. Agustín Rubio) Cortometraje
2018 Lobisome (Dir. Juan de Dios Garduño) Cortometraje
2018 Guerra invisible (Dir. Bernardo Hernández) Corto.
2017 Rellano (Dir. Agustín Rubio) Cortometraje
2017 Distintos (Dir. JoseVi García Herrero) (Con Alejandro Sanz) Cortometraje
2017 La bomba (Dir. Manu Pons) Cortometraje
2017 FE (Dir. Juan de Dios Garduño) Cortometraje
2017 Un Buen Amigo (Dir. Bernardo Hdez.) Corto (Fernando Guillén Cuervo y Jordi Rebellón)
2016 La Cruda Realidad (Dir. Bernardo Hdez.) Cortometraje
2016 Contando Estrellas (Dir. Josévi García ) Corto (con Emilio Gutiérrez-Caba)
2016 Sonríe (Dir. Miguel Ángel Font Bisier) Videoclip Oficial XmileFilm
2016 Strandhögg (Dir. Manu Pons) Cortometraje
2016 Xmile (Dir. Miguel Angel Font Bisier) Cortometraje
2015 Super Poderes (Dir. Abdelatif Hwidar y Natxo Alapont) Cortometraje
2015 Palabras Cruzadas (Dir. Xavier Miralles) Cortometraje
2015 3 Wise Monkeys (Dir. Miguel Ángel Font Bisier) Cortometraje Terror
2015 Las margaritas nunca mienten (Dir. Bernardo Hdez.) Cortometraje
2014 Superhéroes (Dir. Abdelatif Hwidar y Natxo Alapont) Cortometraje Ficción
2014 Motonómadas (Dir. Abdelatif Hwidar) Teaser Serie de TV
2014 La imaginación es el primer paso (Dir. Abdelatif Hwidar) Proyecto doc.

## Premios
2022 V Premio de la Música para el Audiovisual Español en la categoría de mejor música original de Documental por la banda sonora Out of the Blue
2021 Premio “Fimucinema” del Festival Internacional de Música de Cine de Tenerife (FIMUCITÉ) a la Mejor partitura original en la categoría de documental por Out of the Blue
2020 Nominado “Fimucinema” Festival Internacional Música de Cine de Tenerife (FIMUCITÉ)
2020 Global Music Awards de Los Ángeles por la música de la miniserie Parany
2020 Premio a Mejor Canción instrumental de la Akademia Music Awards
2020Nominado “Alex North Award”
2019 Nominado “ISFMF” Croacia 
2019 Nominado Festival Internacional Música de Cine de Tenerife (FIMUCITÉ) Sección Oficial
2018 Mención de Honor “Jerry Goldsmith Awards”
2018 Ganador del “Global Music Award” Los Ángeles Best Song “Aer”
2018 Ganador del “Akademia Music Award” Los Ángeles Best Song “Aer”
2017 Mención de Honor “Jerry Goldsmith Awards”
2017 Music Genre Nomination “Hollywood Music In Media Awards”
2017 Visual Media Nomination “Hollywood Music In Media Awards” 
2017 Ganador del “Global Music Award” Los Ángeles 2017 Best Song
2017 Ganador del “Akademia Music Award” Los Ángeles Best Song
2017 Ganador del Premio “FIMUCINEMA” Festival Internacional Música de Cine de Tenerife (FIMUCITÉ) Best Song por Sonríe
2017 Ganador del “Crystal Pine” Croacia Best Original Score
2016 Ganador del “Global Music Award” Los Ángeles Best Original Score
2016 Hollywood Music in Media Awards por Sonríe. 
2016 Premio a Mejor Canción de la Akademia Music Awards
2016 Medalla de plata en los Global Music Awards por la canción compuesta para el cortometraje Xmile.
2015 Medalla de Plata en los Global Music Awards por la banda sonora de Superhéroes’
2015 2.º Finalista “Immediate Music Award” by Yoav Goren Best Tráiler Score 
2015 Ganador del “Hollywood Music In Media Award” Los Ángeles Mejor Bso Corto
2015 Premio Jerry Goldsmith, del Festival de Cine Español de Málaga por Superhéroes.
2015 Premio de la Akademia Music Awards San Diego Best Song por Superhéroes.
2015 Ganador del “Global Music Award” Los Ángeles Best Original Score
2015 Finalista “Oticons Faculty” International Film Music Competition London
2015 Nominado Festival Internacional Música de Cine de Tenerife (FIMUCITÉ) Sección Oficial
2014 Visual Media Nomination “Hollywood Music In Media Awards”
2014 2 Music Genre Nominations “Hollywood Music In Media Awards”
1997 Ganador “Jeunesses Musicales de Suisse”